# Don’t Kill My Vibe (альбом)
«Don’t Kill My Vibe» — дебютный сингл норвежской певицы и автора песен Сигрид, выпущенный 10 февраля 2017 года на Island Records и Universal Music Group. Песня была написана Сигрид совместно с Мартином Сьели, и включена в дебютный EP певицы с одноимённым названием, так и в её дебютный альбом Sucker Punch.

## История
В интервью Томасу Смиту из NME, Сигрид сказала:
Когда мы писали «Don’t Kill My Vibe», Мартин Сьели спросил меня, о чём я думал, и я начал рассказывать об этой трудной предыдущей сессии, в которой участвовал. Я мог бы описать этот предстоящий момент истины как плохой подростковый роман, но ладно, короткая версия: я чуть не убил клавиатуру Mac из-за гневного письма.

## Критический прием
Томас Смит из NME заявил: «Кэти Перри действительно может быть большим поп-возвращением дня, но чуть ниже неё в нескольких плейлистах New Music Friday по всей стране расположился не менее массовый хит — и, возможно, даже лучший поп-хит — от новичка Сигрид. „Don’t Kill My Vibe“ — первый сингл с New Island Signee, и это, проще говоря, участник группы belter. Выступление 20-летней норвежки — это отпор всем скептикам и недооценщикам мягким, стройным фортепиано и разрозненными ритмами, которые в конечном итоге переходят в её величественный припев.», и назвал его «поп-гимном, демонстрирующим навыки молодой певицы в написании песен».